# Juha Sipilä

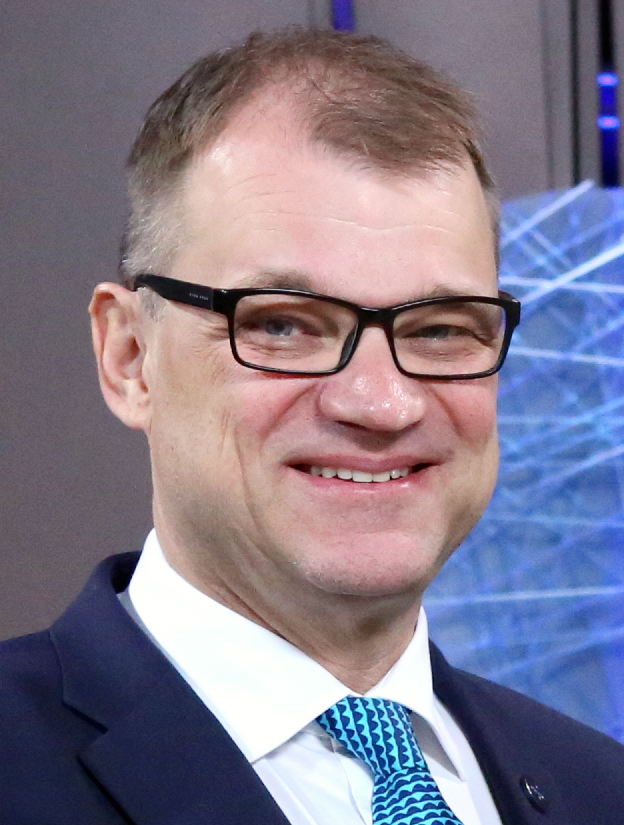
Juha Sipilä (2017)

Juha Petri Sipilä (* 25. April 1961 in Veteli) ist ein finnischer Politiker (Zentrum). Vom 29. Mai 2015 bis zum 6. Juni 2019 war er Ministerpräsident Finnlands. 

## Leben
Der Ingenieur und Unternehmer wurde bei der Parlamentswahl 2011 erstmals in das finnische Parlament gewählt. Er wurde daraufhin stellvertretender Fraktionsvorsitzender des Zentrums.
Im April 2012 kündigte er seine Kandidatur für das Amt des Parteivorsitzenden an. Auf dem Parteitag am 9. Juni 2012 wurde er im zweiten Wahlgang mit 1251 Stimmen gewählt, sein Konkurrent Tuomo Puumala erhielt 872 Stimmen. Damit trat Sipilä die Nachfolge von Mari Kiviniemi an, die nach zwei Jahren als Vorsitzende nicht mehr angetreten war. Nach nur einem Jahr im Parlament war Sipilä der breiten Öffentlichkeit in Finnland weitgehend unbekannt. Auch im Parteiapparat war er bislang nicht durch gute Vernetzung aufgefallen. Mitglied des Zentrums ist er jedoch bereits seit Jugendtagen, angefangen im Jugendverband der Partei. Seine Wahl wurde von politischen Beobachtern als Versuch eines Neubeginns interpretiert, ohne die Schatten der Parteispendenaffäre von 2008.
Nach der Parlamentswahl im April 2015, bei der die Zentrumspartei die meisten Stimmen gewinnen konnte, wurde Sipilä mit der Bildung einer neuen Regierung beauftragt. Sein Kabinett aus Zentrum, Sammlungspartei und Wahren Finnen wurde am 29. Mai 2015 offiziell von Präsident Sauli Niinistö ernannt.
Am 8. März 2019 gab Sipilä bekannt, von seinem Amt als Ministerpräsident zurückzutreten. Er habe ein entsprechendes Gesuch beim finnischen Präsidenten eingereicht. Hintergrund sei eine gescheiterte Reform des Sozial- und Pflegesystems.
Sipilä ist Christ und Anhänger des Laestadianismus sowie Angehöriger der Bewegung Rauhan Sana (zu deutsch Das Wort des Friedens). Seit 1981 ist er mit Minna-Maaria Sipilä verheiratet. Das Ehepaar hat fünf Kinder, vier Söhne und eine Tochter. Am 18. Februar 2015 verstarb Sipiläs jüngster Sohn Tuomo im Alter von 22 Jahren.

## Zensurvorwürfe
Juha Sipilä wird vorgeworfen, auf das öffentlich-rechtliche Fernsehen Yleisradio Einfluss genommen zu haben, um eine Berichterstattung zu unterbinden. Konkret geht es um Nachrichten über einen Beschluss, bei welchem er als Regierungschef mitgewirkt hatte. Mit diesem Beschluss wird ein konkursreifes Unternehmen mit Millionen Steuergeldern am Leben erhalten, wovon angeblich Mitglieder seiner Familie profitieren. Der Fall wird von Reporter ohne Grenzen untersucht.